# Valeč, Třebíč
Valeč là một làng thuộc huyện Třebíč, vùng Vysočina, Cộng hòa Séc.